# Harriett Abrams
Harriet Abrams (Torquay, Anglaterra, 1758 – 8 de març de 1821) fou una compositora i soprano anglesa.
Fou elogiada especialment per les interpretacions del repertori de Händel. Abrams gaudí d'una reeixida carrera de concerts a Londres sobretot en la dècada de 1780. L'historiador musical Charles Burney lloà la dolcesa de la seva veu i el bon gust de la interpretació.

## Biografia
Harriet Abrams va néixer en el si d'una família jueva amb una gran tradició musical i molt empeltada amb els costums de la comunitat jueva. La seva germana menor Theodosia Abrams (Torquay, 4 de novembre de 1849) fou una contralt professional i la germana Eliza Abrams (Torquay, 21 d'agost de 1831), també fou concertista com a soprano i pianista. Si pot incloure una altra familiar la Srta. G. Abrams, que cantà en el Royal Teather, el Crury Lane dues temporades a principis dels 1780 junt precisament amb Harriet; Jane Abrams, que cantà en el primer concert benèfic organitzat per Harriet el 1782; William Abrams, que tocava el violí; i Charles Abrams, que tocava el violoncel. La violinista Flora Abrams també va poder ésser un familiar, però la connexió és incerta.

## Estudis i actuacions com a soprano i pianista
Abrams estudià cant, teoria musical i composició amb el també compositor Thomas Arne abans de fer el seu debut com a professional de l'òpera en l'agitanada obra May-Day (The little Gipsy) el 28 d'octubre de 1775 en el Royal Teather Drury Lane de Londres. L'òpera va ser escrita especialment per a ella pel llibretista David Garrick i Arne va compondre la música. Malgrat posseir una bona veu, Abrams encara tenia poca personalitat en aquesta etapa i passà la major part de la carrera com artista intèrpret i executant concerts.
Després de cincs anys actuant en el Drury Lane, Abrams es convertí en la principal cantant de moda en els concerts de Londres i festivals provincials, aparegué regularment des de 1780-1790. Particularment cantava en la commemoració anual de Häendel en l'Abadia de Westminster el 1784 i també anualment en els festivals Häendel 1784-1787. També cantà en les obertures dels Concerts de Música Antiga el 1776 i tornà allí amb freqüència a partir de 1790.
Abrams també aparegué en diverses sèries de concerts organitzats per John Ashley, Venanzio Rauzzini i Johann Peter Salomon i, sovint en concerts i recitals amb la seva germana Theodosia. Els diaris d'aquells temps, al mateix temps d'alabar la labor de la Harriet com a solista, comentaven el 1783 que el "Forte de les germanes...es manifestava donant molta vida en els Duets".
Durant la dècada de 1790, Harriet, convertí les actuacions públiques en infreqüents i només apareixia en la majoria de concerts privats amb les seves dues germanes. Però ho feu, tanmateix, en la presentació anual dels concerts oberts al públic el 1792-1794 i 1795 que foren acompanyats al piano ni més ni menys que per Joseph Haydn.

## Composicions
Abrams compongué diverses cançons agradables, dues de les quals, L'orfe de l'Oració i Crazy Jane, amb l'ajuda de la força expressiva de la seva germana Theodosia, es convertiren en molt populars. Publicà dues sèries de canzonetas en italià i anglès, una col·lecció de caçons escoceses harmonitzades per a dues i tres veus, i més d'una dotzena de cançons, principalment balades sentimentals. Una col·lecció de cançons el 1803 dedicades per Harriet a la reina Carlota.